# Elisabeth Charlotta Karsten
 (février 2023).
Pour les articles homonymes, voir Karsten.
Elisabeth Charlotta Karsten, épouse Kachanoff, née en 1789 et morte en 1856, est une peintresse suédoise.

## Biographie
Née à Stockholm, Elisabeth Charlotta Karsten est la fille de Christoffer Christian Karsten (en) et de Sophie Stebnowska (en) et la sœur de Sophie Karsten.
Elle est l'élève de Carl Johan Fahlcrantz (en). Elisabeth Charlotta Karsten est une peintresse de paysages et de copie d’œuvres à l'huile, parmi lesquels Ruysdael et Claude Joseph Vernet. Elle emploie l'huile et la gouache. Elle est représentée aux expositions de l'Académie Royale des Arts de Stockholm entre 1804 et 1810.
Elle épouse le général russe Simeon Kachanoff et s'installe avec lui dans le Daghestan.